# Proletariat
Proletariat, Inc. — американський розробник відеоігор, що базується в Бостоні, штат Массачусетс. Заснована Сетом Сіваком та ветеранами індустрії Zynga у 2012 році. Компанію придбала Blizzard Entertainment у 2022 році. Proletariat, Inc. розробила декілька незалежних ігор і запустила свою найвідомішу гру «Spellbreak» у вересні 2020 року.

## Історія
Після того, як Zynga закрила свою бостонську студію в жовтні 2012 року, Сет Сівак і четверо інших колишніх розробників бостонської Zynga створили нову незалежну студію Proletariat Inc.
Першим великим випуском компанії стала World Zombination, стратегічна мобільна гра в реальному часі на основі орди. Студія зібрала 6 мільйонів доларів від венчурних інвесторів, щоб завершити гру. Розробка гри почалася у квітні 2013 року. Зрештою гра була випущена в лютому 2015 року для Android та iOS.У 2019 році Proletariat Inc. оголосила про завершення фінансування в розмірі 20 мільйонів доларів Серії C від інвесторів, зокрема Spark Capital, FirstMark Capital і Take-Two Interactive, для розширення своєї команди розробників. Окрім фінансування, керівник відділу корпоративного розвитку та незалежного видавництва Take-Two Interactive Майкл Ворош увійшов до ради директорів Proletariat у 2019 році.
Proletariat перейшов від мобільних ігор до ігор для ПК завдяки відеогрі Streamline, повній інтеграції потокового передавання, яка дозволяла глядачам взаємодіяти та контролювати те, що відображається на екрані на Twitch, була випущена компанією у 2016 році. Потім компанія розробила Spellbreak, безкоштовну багатокористувацьку екшн-гру, випущену на Microsoft Windows, PlayStation 4, Xbox One і Nintendo Switch у 2020 році.
У червні 2022 року Proletariat, Inc. оголосила, що компанія припинить розробку Spellbreak і закриє ігрові сервери у 2023 році. У липні 2022 року Blizzard Entertainment оголосила, що уклала угоду про придбання Proletariat, Inc., і студії буде доручено працювати над World of Warcraft, починаючи з майбутнього дев'ятого доповнення, Dragonflight.

## Проєкти
| Рік  | Назва                           | Жанр                  |
| ---- | ------------------------------- | --------------------- |
| 2015 | World Zombination               | MMORPG, Tower Defense |
| 2016 | Streamline                      | Казуальна відеогра    |
| 2017 | StreamLegends                   | RPG                   |
| 2020 | Spellbreak                      | Королівська битва     |
| 2022 | World of Warcraft: Dragonflight | MMORPG                |